# Rio Căpăţâna (Zârna)
O Rio Căpăţâna é um rio da Romênia, afluente do Zârna, localizado no distrito de Argeş.